# Strážné
Strážné (německy Pommerndorf) je obec a rekreační středisko v okrese Trutnov v Královéhradeckém kraji. Žije zde 224 obyvatel. Leží v centru Krkonoš, šest kilometrů severně od Vrchlabí, v nadmořské výšce 800 metrů. Ve správním území obce se nachází také Herlíkovice a Hořejší Herlíkovice.

## Historie
První písemná zmínka o Strážném pochází z roku 1754. Do roku 1946 obec nesla název Pommerndorf. První písemná zmínka o Herlíkovicích však pochází z roku 1627.
K prvním obyvatelům zdejší oblasti patřili zřejmě havíři, kteří v okolí Herlíkovic těžili již v 15. století železnou rudu, a dřevaři, kteří v lesích káceli dřevo pro zdejší doly a pro hutě a hamry ve Vrchlabí. Později se přidali také chovatelé dobytka.
K největšímu rozkvětu hornictví zde došlo v 16. století, budní hospodářství neboli zemědělská malovýroba se rozvinulo zejména v 17. a v 18. století. Po roce 1792, kdy došlo k útlumu hornické činnosti, se k zemědělství a dřevařství coby hlavním zdrojům obživy zdejších obyvatel přidružila domácká textilní výroba, přadláctví a tkalcovství.
Na konci 19. století se začíná zvolna rozvíjet i cestovní či turistický ruch a z Pommerndorfu postupně stalo vyhledávané letovisko. Tak jako v celém světě dopadla Velká hospodářská krize i v Krkonoších na místní obyvatelstvo. To přispělo ke značné podpoře Sudetoněmecké strany a volání po připojení Sudet k říši. Po válce a vysídlení Němců z Československa zanikly v roce 1951 Herlíkovice jako samostatná obec. Došlo k jejich rozdělení mezi Vrchlabí a Strážné, které se postupně stalo rekreačním letoviskem a zimním lyžařským střediskem.

## Obyvatelstvo
| Rok            | 1869  | 1880  | 1890  | 1900  | 1910  | 1921  | 1930  | 1950 | 1961 | 1970 | 1980 | 1991 | 2001 | 2011 | 2021 |
| -------------- | ----- | ----- | ----- | ----- | ----- | ----- | ----- | ---- | ---- | ---- | ---- | ---- | ---- | ---- | ---- |
| Počet obyvatel | 1 804 | 1 728 | 1 581 | 1 607 | 1 468 | 1 233 | 1 157 | 743  | 176  | 150  | 124  | 114  | 150  | 184  | 178  |
| Počet domů     | 192   | 207   | 201   | 212   | 195   | 193   | 196   | 167  | 51   | 52   | 43   | 51   | 72   | 68   | 83   |

## Obecní správa

### Obecní symboly
Znak a vlajka byly obci uděleny rozhodnutím předsedy Poslanecké sněmovny Parlamentu České republiky dne 17. února 2006.

## Pamětihodnosti
- Kostel svatého Josefa z roku 1931
- Dům čp. 178
- Zadní Rennerovky – osada založená v roce 1695 a vzdálená od Strážného asi sedm kilometrů severovýchodním směrem